# Qarqaraly
Qarqaraly är en ort i Kazakstan.   Den ligger i oblystet Qaraghandy, i den östra delen av landet, 400 km sydost om huvudstaden Astana. Qarqaraly ligger 849 meter över havet och antalet invånare är 8 195.
Terrängen runt Qarqaraly är kuperad västerut, men österut är den platt. Runt Qarqaraly är det mycket glesbefolkat, med 2 invånare per kvadratkilometer. Trakten runt Qarqaraly består i huvudsak av gräsmarker.